# Juliet Rylance
Juliet Rylance (nacida Juliet van Kampen; 26 de julio de 1979) es una actriz y productora inglesa. Es más conocida por su actuación en las series The Knick y Perry Mason.

## Primeros años
Rylance nació bajo el nombre de Juliet Van Kampen en Hammersmith, Londres, hija de Claire van Kampen, una compositora, y Chris van Kampen, un arquitecto.[cita requerida] Su hermana más joven, Nataasha (ahora difunta), era una cineasta.
Sus padres se divorciaron cuando ella tenía siete años, y su madre posteriormente se casó con el actor Mark Rylance. Juliet fue educada en la Real Academia de Arte Dramático.

## Carrera
Su primer papel importante tras dejar la Real Academia de Arte Dramático fue como Medea en Bash: Latter-Day Plays, de Neil LaBute, en el Union Theatre de Londres. Luego le siguió su interpretación de Perdita en Cuento de invierno y de Crésida en Troilo y Crésida, en el teatro Shakespeare's Globe. Retrató a la escritora británica Mary Sidney en Soy Shakespeare, obra escrita por su padrastro Mark Rylance y dirigida por Matthew Warchus en el Chichester Festival Theatre, y en su consiguiente gira por el Reino Unido. Aquel mismo año, junto a dos de su colegas, David Sturzaker y la directora Tamara Harvey, comenzó su propia compañía de producción, Theater of Memory. Posteriormente protagonizó en dicha compañía las producciones de Romeo y Julieta y Bash: Latter-Day Plays, retratando a Julieta y Medea, respectivamente.
En 2009, Rylance interpretó a Desdémona en el teatro de la ciudad de Nueva York en Otelo, papel por el cual fue nominada para el premio Lucille Lortel. Luego apareció en el proyecto de Sam Mendes Brigde Project, una obra producida en conjunto entre la Academia de Música de Brooklyn, en Brooklyn, y el teatro Old Vic, en Londres. Actuó como Rosalind y Miranda, respectivamente, con su marido trabajando junto a ella en los papeles de Orlando y Ariel. Rylance fue nominada a un Premio Obie en 2010 por su papel como Rosalind.
En 2012, Rylance coprotagonizó la película de terror Sinister. En 2013, actuó y produjo la película Días y noches, basada en la obra de Antón Chéjov La gaviota, escrita y dirigida por su marido.
De 2014 a 2015, protagonizó el drama médico de Cinemax The Knick.
A partir de 2020 interpreta el papel de Della Street en la serie Perry Mason, de HBO.

## Vida personal
En 2008, Rylance se casó con el actor Christian Camargo en el Ayuntamiento de Nueva York. Se conocieron mientras él trabajaba con su padrastro Mark Rylance en el teatro Shakespeare Globe.

## Filmografía

### Cine
| Año  | Título            | Papel           | Notas      |
| ---- | ----------------- | --------------- | ---------- |
| 2012 | Sinister          | Tracy Oswalt    |            |
| 2013 | Días y noches     | Eva             | Productora |
| 2017 | A Dog's Purpose   | Elizabeth       |            |
| 2017 | Love After Love   | Rebecca         |            |
| 2019 | The Artist's Wife | Angela Smythson |            |
| 2024 | Arthur the King   | Helena Light    |            |

### Televisión
| Año           | Título                | Papel              | Notas                             |
| ------------- | --------------------- | ------------------ | --------------------------------- |
| 2014          | The Mystery of Matter | Marie Curie        | Serie documental; papel principal |
| 2014–2015     | The Knick             | Cornelia Robertson | Papel principal                   |
| 2016          | American Gothic       | Alison             | Papel principal                   |
| 2018          | McMafia               | Rebecca Harper     | Miniserie                         |
| 2020-presente | Perry Mason           | Della Street       |                                   |

## Teatro
| Título                 | Papel       | Notas                                                      |
| ---------------------- | ----------- | ---------------------------------------------------------- |
| Cuento de invierno     | Perdita     | Shakespeare's Globe                                        |
| Troilo y Crésida       | Crésida     | Shakespeare's Globe                                        |
| Bash: Latter-Day Plays | Medea       | Trafalgar Studios, Londres                                 |
| Soy Shakespeare        | Mary Sidney | Chichester Festival Theatre y gira por Reino Unido         |
| Romeo y Julieta        | Julieta     | Middle Temple Hall, Londres                                |
| Otelo                  | Desdémona   | Nominada – Premio Lucille Lortel a Mejor actriz de reparto |
| Como gustéis           | Rosalind    | Ganadora del Premio Obie Bridge Project                    |
| La tempestad           | Miranda     | Bridge Project                                             |
| Tres Hermanas          | Irina       | Classic Stage Company                                      |
| The Cherry Orchard     | Varya       | Classic Stage Company                                      |
| Ivanov                 | Sasha       | Classic Stage Company                                      |